# Phyllomacromia unifasciata
Phyllomacromia unifasciata är en trollsländeart som först beskrevs av Fraser 1954.  Phyllomacromia unifasciata ingår i släktet Phyllomacromia och familjen skimmertrollsländor. IUCN kategoriserar arten globalt som livskraftig. Inga underarter finns listade i Catalogue of Life.